# China in Her Eyes
China in Her Eyes ist ein Popsong von Modern Talking. Er wurde am 31. Januar 2000 vorab als erste Single ihres neunten Albums 2000: Year of the Dragon veröffentlicht.

## Entstehung und Inhalt
Der Song wurde von Dieter Bohlen selbst geschrieben und produziert; die Melodie des Refrains basiert allerdings auf „Merry Christmas Mr. Lawrence“ von Ryuichi Sakamoto aus dem Jahr 1983. Der Song ist ein Europopsong mit House- und Eurodance-Einflüssen. Das Intro wurde mit chinesischen Klängen versehen. Der Text handelt von einer geheimnisvollen chinesischen Frau, die der Protagonist bewundert. Rapper Eric Singleton übernahm die gesprochenen Passagen. Das Artwork der Single mit chinesischen Schriftzeichen stammt von Ronald Reinsberg.

## Titelliste
CD-Maxi Hansa 74321 72297 2 (BMG) / EAN 0743217229726 31.01.2000
1. China in Her Eyes (Video Version) – 3:09
2. China in Her Eyes (Vocal Version) – 3:46
3. China in Her Eyes (Extended Video Version) – 4:49
4. China in Her Eyes (Remix) – 4:25

## Veröffentlichung und Rezeption
China in Her Eyes erschien am 31. Januar 2000 bei Hansa Records. In Deutschland erreichte die Single Rang acht der Charts und platzierte sich eine Woche in den Top 10 sowie neun Wochen in den Top 100. In Österreich erreichte die Single in sieben Chartwochen mit Rang 22 seine höchste Chartnotierung, in der Schweizer Hitparade in elf Chartwochen mit Rang 20. In Deutschland ist China in Her Eyes der 14. Charthit für Modern Talking und avancierte zum zehnten Top-10-Hit. In Österreich wurde die Single zum 13. Charthit und in der Schweiz zum zwölften. Darüber hinaus erreichte China in Her Eyes die Charts in Schweden (Rang 26) und Spanien (Rang sechs).
| ChartsChartplatzierungen | Höchstplatzierung | Wochen |
| ------------------------ | ----------------- | ------ |
| Deutschland (GfK)        | 8 (9 Wo.)         | 9      |
| Österreich (Ö3)          | 22 (7 Wo.)        | 7      |
| Schweiz (IFPI)           | 20 (11 Wo.)       | 11     |

## Musikvideo
Das Musikvideo wurde unter Regie von Robert Bröllochs nicht in Festlandchina, sondern in Hongkong gedreht. Zu sehen sind Dieter Bohlen und Thomas Anders, die durch die Straßen der Stadt laufen oder vor Booten stehen. Eric Singleton ist während seines Raps in Nahaufnahme zu sehen. Einige Gebäude der Skyline am Victoria Harbour explodieren.

## Coverversionen
Coverversionen existieren von Thomas Anders, Talking System und Die Schlümpfe (Kleiner Muskelschlumpf).

## Belege
1. 1 2  China in Her Eyes bei Discogs
2. ↑  Modern Talking – China in Her Eyes, songtexte.com
3. 1 2 3 4 5 6  Modern Talking – China in Her Eyes. hitparade.ch, abgerufen am 21. Dezember 2020.
4. 1 2 3  Modern Talking – China in Her Eyes. offiziellecharts.de, abgerufen am 21. Dezember 2020.
5. 1 2 3  Modern Talking – China in Her Eyes. austriancharts.at, abgerufen am 21. Dezember 2020.
6. ↑  crew-united.com: Modern Talking – China in her eyes. Abgerufen am 26. Oktober 2024.